# Иштван Сели
Иштван Сели (мађ. Szeli István; Сента, 11. септембар 1921 — Нови Сад, 25. фебруар 2012) био је историчар књижевности, професор на Филозофском факултету у Новом Саду и редовни члан САНУ.

## Биографија
Иштван Сели се бавио историјом мађарске књижевности 18. и 19. века и компаратистиком. Докторирао је на Филозофском факултету у Новом Саду 1962. године, где је био запослен као редовни професор од 1974. Постао је члан ВАНУ 1979. године члан САНУ 1984. године, на одељењу језика и књижевности. Редовни члан САНУ је постао 1991. године. Био је потпредседник Међународног мађарског филолошког друштва у Будимпешти. Објавио је више студија као коаутор у издањима Мађарске академије наука.

## Награде
- Октобарска награда Новог Сада (1969)
- Награда Ослобођења Војводине (1977)

## Публикације
- (Нови Сад, 1955)
- (Нови Сад, 1965)
- (Сента, 1965)
- Седам мађарских песника из Војводине (Београд, 1965)
- (Нови Сад, 1965)
- (Нови Сад, 1969)
- (Нови Сад, 1974)
- Грађанско наслеђе у социјалистичкој култури Мађара у Југославији (Београд, 1979)
- (Нови Сад, 1981)
- Настанак Војвођанске академије наука и уметности (Нови Сад, 1981)
- (Будимпешта, 1983)
- Историјске и књижевне паралеле (Нови Сад, 1986)
- Јожеф Секач и његово дело (Нови Сад, 1986)
- (Нови Сад, 1986)
- (Нови Сад, 1988)
- (Нови Сад, 1991)
- (Нови Сад - Будимпешта, 1993)
- (Нови Сад, 1996)
- (Нови Сад, 1997)
- (Нови Сад, 2001)
- (Нови Сад, 2004)